# Asplenium dichotomum
Asplenium dichotomum är en svartbräkenväxtart som beskrevs av William Jackson Hooker. Asplenium dichotomum ingår i släktet Asplenium och familjen Aspleniaceae. Inga underarter finns listade.